# Neugebauer László
Aszódi Neugebauer László (Pest, 1845. február 22. – Budapest, Józsefváros, 1919. december 3.) műfordító.

## Élete
Apja, Neugebauer Salamon Morvaországból költözött Magyarországra és előkelő selyemkereskedése volt. Anyja Hannover Éva volt. A pesti piarista gimnáziumban tanult, majd az evangélikus gimnáziumba járt. Reáliskolai tanulmányait Pesten és Bécsben végezte. 1870-től az Osztrák–Magyar Bank tisztviselőjeként dolgozott. Emellett szépirodalommal foglalkozott és 1865-ben jelent meg első fordítása a Pester Nachrichtenben, amelyben Jókai Mór egyik elbeszélését közölte. Ekkor fogalmazódott meg benne az a terv, hogy Petőfi költészetét megismerteti a német olvasókkal. Több versfordítását elküldte a kor ismert német költőinek, akik arra buzdították, hogy folytassa megkezdett munkáját. 1878-ban adta ki Petőfi válogatott verseit Jókai Mór és Friedrich von Bodenstedt, német költő és műfordító előszavaival. A műfordítás terén szerzett érdemeiért 1871-ben a Petőfi Társaság és 1882-ben a Kisfaludy Társaság tagjául fogadta. Tagja volt a Kemény Zsigmond Társaságnak is. 1892–94-ben a bécsi Magyar Egyesület elnöke volt és ennek zilált viszonyait egy év alatt megszilárdította és rendezte. Visszalépése alkalmából az egyesület örökös dísztagjává választotta. Hosszabb ideig volt a Petőfi Társaság és a Műbarátok Körének pénztárnoka, illetve irodalmi osztályának előadója. 1891-ben az uralkodó nemességet adományozott számára, amit tíz évvel később megerősített az aszódi előnévvel. 1891 és 1894 között sajtó alá rendezte Alexander Fischer Petőfi's Leben und Werke című művét. Több nagy német lap munkatársa volt: Frankfurter Zeitung, Münchener Allgemeine Zeitung, Neue Freie Presse, Pester Lloyd.

## Műfordításai
- Franz Deák. Eine Charakterskizze von Franz von Pulszky. Aus dem Ungarischen (Leipzig, 1876)
- Gedichte von Petőfi Aus dem Ungarischen (Leipzig, 1878)
- Lied von der Nähmaschine. Aus dem Ungarischen. Illustrirt von Otto von Baditz (Leipzig, 1884)
- Josef Kiss, Gedichte. Aus dem Ungar. übersetzt (Leipzig, 1887)
- Ungarische Dorfgeschichten von Koloman Mikszáth. Aus dem Ungarischen. Mit fünfzehn Aquarellen nach Bihary, Karlovszky, Margittay, Neogrády, Roskovics und Vágó (Leipzig, 1890., A jó palóczok).
- Endrődi Sándor Kurucz-dalait lefordította, megzenésítette Mihalovics Ödön. (Hangjegyek. Budapest)

Ezeken kívül fordított Csiky Gergely színműveiből, Arany János, Endrődi Sándor, Gyulai Pál, Tóth Kálmán, Vörösmarty Mihály és mások költeményeiből.

## Díjai, elismerései
- Koronás Arany Érdemkereszt (1887)
- török Medzsidje-rend Nagykeresztje (1890)